# Journal of Cryptology
Pour les articles homonymes, voir JOC.

Le Journal of Cryptology, en abrégé JoC est un journal scientifique  qui parle de cryptologie. Le journal est publié trimestriellement par l’International Association for Cryptologic Research. Son éditeur en chef est Vincent Rijmen.